# NGC 6353
NGC 6353 é um asterismo na direção da constelação de Hercules. O objeto foi descoberto pelo astrônomo Gerhard Lohse em 1886, usando um telescópio refrator com abertura de 15,5 polegadas. 